# Gabrnik, Škocjan
Gabrnik este o localitate din comuna Škocjan, Slovenia, cu o populație de 18 locuitori.